# Tunnel de Meyssiez
Le tunnel de Meyssiez est un tunnel ferroviaire français de la LGV Rhône-Alpes, situé sur le territoire des communes de Meyssiez et de Cour-et-Buis dans le département de l'Isère.

## Situation ferroviaire
Le tunnel de Meyssiez, long de 1 787 mètres, est situé au point kilométrique (PK) 440,545 de la LGV Rhône-Alpes, entre le viaduc de Meyssiez et la limite entre les départements de l'Isère et de la Drôme et plus globalement entre les gares de Lyon-Saint-Exupéry TGV et de Valence-Rhône-Alpes-Sud TGV.

## Histoire
Il a été achevé en 1993.

## Caractéristiques
D'une longueur de 1 787 m, il possède un tube, divisé en deux voies.